# Aven Romale
Aven Romale (Venham Ciganos), é uma música interpretada por Gipsy.cz. Foi esta a música escolhida pela República Checa para representar o país no Festival Eurovisão da Canção 2009.
A música foi apresentada na 1.ª Semi-Final, que se disputou no dia 12 de maio de 2009, não conseguindo um lugar na Grande Final do Festival nem qualquer ponto na semifinal.